# Mike Mussina

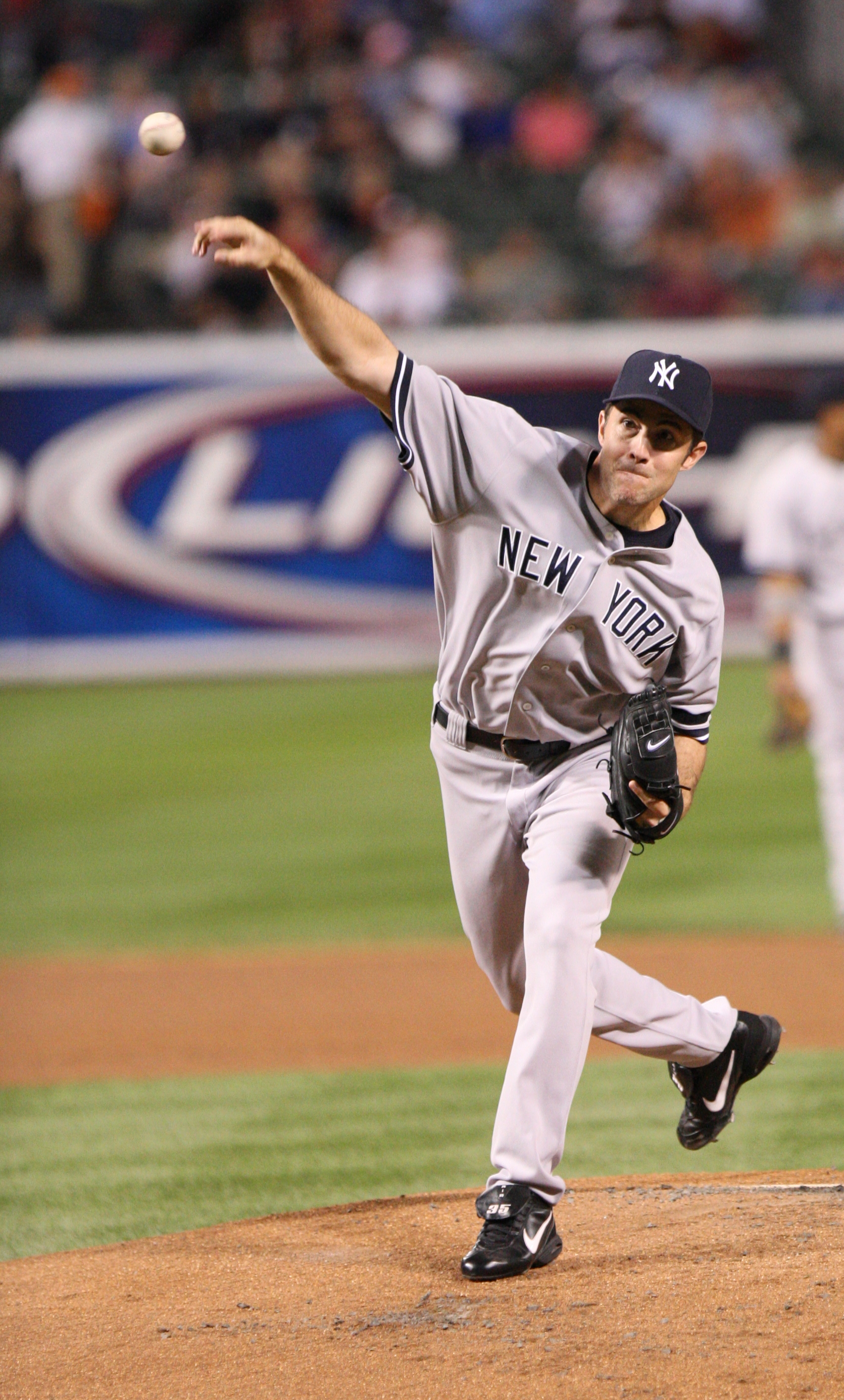
Mike Mussina, 2007.

Michael Cole "Mike" Mussina, född 8 december 1968 i Williamsport i Pennsylvania, är en amerikansk före detta professionell basebollspelare som spelade som pitcher för Baltimore Orioles och New York Yankees i Major League Baseball (MLB) mellan 1991 och 2008.
Han blev draftad av Baltimore Orioles i 1987 års MLB-draft. Han valde dock spela för Stanford Universitys idrottsförening Stanford Cardinal fram till 1990 samtidigt han studerade nationalekonomi.
Mussina vann sju Gold Glove Award. Den 21 juli 2019 blev han invald till National Baseball Hall of Fame.